# إسكندنافيا خلال الحرب العالمية الثانية

## المسرح الإسكندنافي
خلال فترة الحرب العالمية الثانية تناول وقائع الحرب والأحداث السياسية خلال الفترة 1939-1945. الدولة الإسكندنافية (شملت الأراضي المرتبطة معها ثقافيًا مثل الدنمارك وغرينلاند وأيسلندا وجزر فارو) حيث اعتبرت واحدة من أكبر المسارح الأوروبية خلال الحرب العالمية الثانية.
شاركت إسكندنافيا في بداية أحداث الحرب العالمية الثانية. في نهاية شهر نوفمبر 1939 غَزَت قوات الاتحاد السوفيتى فنلندا حيث أرادت ضم بعض المناطق الحدودية الاستراتيجية واستسلمت بعد صراع دام لأكثر من ثلاثة أشهر. ونتيجة لما حدث من فنلندا إلى ألمانيا النازية، في يونيو 1941 شاركت في غزو الاتحاد السوفيتي لفتح جبهة جديدة امتدت من لابلاند إلى خليج فنلندا.
استمر التعاون بين ألمانيا وفنلندا حتى سبتمبر عام 1944، عندما استسلمت حكومة هلسنكي أمام تجدد الهجمات السوفيتية المضادة ثم تعاونت القوات الفنلندية والاتحاد السوفيتي لتعقب الوحدات الألمانية القادمة من لابلاند. ومن ألمانيا غزت الدنمارك والنرويج في شهر أبريل عام 1940 خلال ما يسمى بـ "عملية ويسيربينج، حيث استسلمت الدنمارك في وقت قصير في حين قاومت النرويج فترة أطول بفضل الدعم الذي حصلت عليه من خلال البعثة البريطانية-الفرنسية ولكن انتهى بها المطاف إلى الاستسلام في أوائل شهر يونيو من عام 1940.
في البداية كانت تتعامل الدنمارك مع ألمانيا معاملة جيدة حيث خضعت لحكم ألمانيا ولكن في داخلها لا يزال لديها بعض من الحكم الذاتي من خلال المعارضة المتزايدة للمؤسسات ومعارضه الشعب الدنماركى للسياسات القمعية التي تفرضها ألمانيا، الأمر الذي أدى إلى حل الحكومة وفرض الاحتلال العسكري الألماني الكامل في أغسطس عام 1943. وفي النرويج فرض الألمان إنشاء حكومة صورية برئاسة فيدكون كويزلينج ولكن أمام نقص الدعم المقدم لها خضعت البلد بالكامل ليتم تأسيسها في ألمانيا باسم رايسكومساريات. شكلت من جماعات المقاومة المسلحة سواء في النرويج أو الدنمارك لمعارضة كل من المحتلين الألمان والمتعاونين معهم على النطاق المحلي.
لعبت السويد دورًا متناقضًا في بلد محايد رسميًا ولا علاقة له بالصراع. طوال تاريخها بالكامل أيدت كفاح فنلندا من جهة ضد الاتحاد السوفيتي وواصلت التجارة على نطاق واسع مع ألمانيا النازية، ومن جهة أخرى لا سيما بعد عام 1943 قدمت المأوى والمساعدة للمجموعات الدنماركية والنرويجية والقوات المسلحة النظامية التي شكلتها حكومات البلدين في المنفى فضلًا عن تقديم الدعم الإنساني لسكان البلدان المحتلة.

## الافتراضات

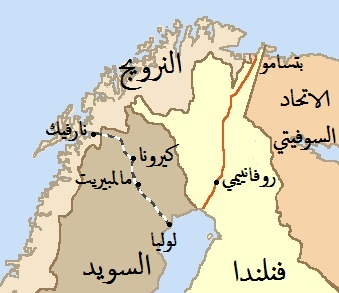
تم استخراج خام الحديد في كيرونا ومالبرجيت، ونقلت عن طريق السكك الحديدية إلى موانئ لوليا ونارفيك (الحدود وفقا للفترة 1920-1940)

تتكون إسكندنافيا جغرافيًا من السويد والنرويج وفنلندا وكانت متحدة مع الدنمارك عن طريق روابط تاريخية قوية وبكونها جزءًا مهمًا منها باستثناء جرينلاند التي تقع في أوروبا القارية. كانت الدانمارك تسيطر جنبًا إلى جنب مع السويد على قناة أوريسند، بوابة الدخول لبحر البلطيق، حيث كانت محورًا هامًا للاقتصاد في شمال أوروبا، حتى بعدما بَنَتْ ألمانيا قناة كيل في عام 1895 وتوسعت بعد ذلك في عام 1914 والتي سمحت بالانتقال السريع بين بحر الشمال وبحر البلطيق.
وكانت السويد المُنتِج الرئيسي لمعدن الحديد (الذي لا غنى عنه لألمانيا بسبب السياسات الصناعية والمدنية والعسكرية) والذي صدر عبر الميناء النرويجى" نارفيك" واثنين من الموانى السويدية ومع ذلك لم تستخدم هذه الموانى على مدار السنة بسبب الجليد، في حين ميناء نارفيك كان يستخدم دائمًا وذلك بفضل تيار الخليج.
بعد اندلاع الحرب العالمية الثانية اعتزم البريطانيون إرسال ثلاث سفن حربية بالية لمعركه انتقامية استنادًا على فكرة ونستون تشرشل وتخفيفها باستخدام الجسور المدرعة لتدمير حركة المرور بين الموانى في السويد وألمانيا والتي كانت ستسمى بعملية كاترين، ولكن تم التخلي عن الفكرة وعن أولويات أخرى لاستخدامها في المواد اللازمة لتحويل السفن بسبب نقص في العمالة الماهرة.

## الصراع بين الاتحاد السوفيتي وفنلندا

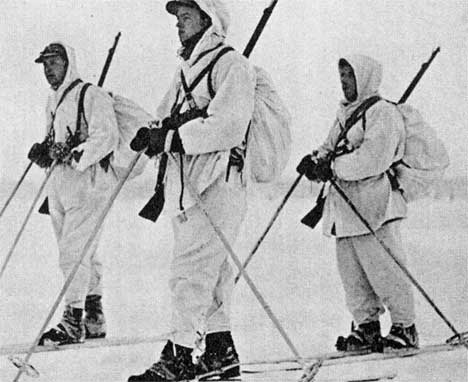
المتطوعين النرويج على الجبهة الفنلندية أثناء حرب الشتاء

في نهاية عام 1939 طلب الاتحاد السوفيتي من فنلندا سلسلة من التعديلات الإقليمية التي من شأنها أن تساعد على الدفاع عن مدينة لينينغراد. اقترحت بيع شبه جزيرة هانكو لمدة ثلاثين عامًا التي تقع جنبًا إلى جنب مع المراكز التي تقع على ساحل إستونيا في بلديسكي التي تمنع الوصول إلى خليج لينينغراد في السفن المعادية له وطلبت أيضا إزالة الحدود في كاريليا لوضع المدفعية الثقيلة خارج نطاق لينينغراد ومراقبة بتسامو الذي كان الميناء الفنلندي الوحيد على البحر الأبيض والذي اعتبر تهديد محتمل لمرفأ مورمانسك السوفياتي.
في المقابل قدمت الحكومة السوفيتية بعض المناطق الحدودية كتعويضات ولكن نظرًا لرفض فنلندا مطالب الاتحاد السوفيتى قرر الاتحاد السوفيتي وضع حل عنيف للنزاع: اعتبرت سببًا للحرب السخيفة وفقًا للرأي العام العالمي والذي انحاز لصالح إسكندنافيا في ذلك الوقت من بدء العمليات التي وقعت في 30 نوفمبر 1939 كانت الحرب العالمية الثانية قد بدأت منذ ثلاثة أشهر مع الغزو الألماني لبولندا ثم أعلنت فرنسا والمملكة المتحدة الحرب على ألمانيا في تلك اللحظة، في نهاية العام، حيث واجه قوات من الجانبين بعضهما البعض على طول خطوط ماجينو وسيجفريد المحصنة والتي سميت "الحرب الغريبة "لجمودها وقله المعارك فيها وكان الاتحاد السوفيتي ضمها بالفعل مع معاهدة فرضها بالقوة على الجمهوريات البلطيقية لأستونيا ولاتفيا وليتوانيا.
ركز اهتمام الرأى العام على ما يسمى بحرب الشتاء: جاءت المساعدات والمتطوعين على استعداد للقتال من أجل فنلندا من جميع أنحاء العالم دون تمييز بين الدول الديمقراطية والدول حيث الأنظمة الشمولية التي كانت موجودة إيطاليا الفاشية ومملكة المجر وظهرت بوجود كبير في الدول الإسكندنافية. كان إجمالي عدد المتطوعين 11,500 متطوع منهم 8.275 السويدي و 725 نرويجي و 800 دنماركي و300 أمريكى من أصل فنلندى. وتعتبر فرنسا أهم أمة أرسلت مساعدات مادية إلى فنلندا: أرسلت 145 طائرة، 500 قطعة مدفعية، 5000 رشاش، 200000 قنابل يدوية، 400000 بندقية وعشرين مليون ذخيرة.

## في الحرب الخاطفة (البرق) الألمانية

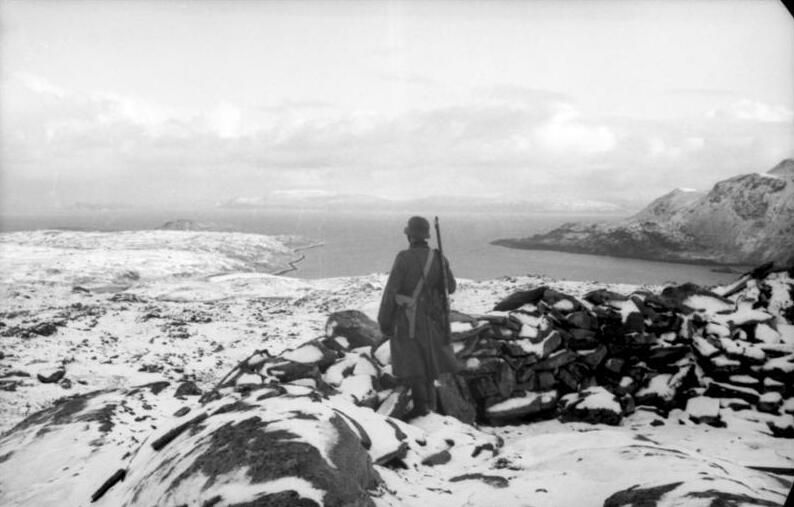
خفير الألماني وحيد في برج مراقبة على ساحل لابلاند في عام 1943

مع غزو النرويج أراد الألمان منع المشكلة الرئيسية لسلاح البحرية التي حدثت أثناء الحرب العالمية الأولى: عن طريق فرض حصار بحري من إسكتلندا إلى بيرغن من قبل البحرية الملكية الأمر الذي أصبح ممكنًا بفضل السياسة الخارجية الموالية لبريطانيا في إسكندنافيا. وقد وردت بالفعل نظرية إمكانية الهجوم الألماني على النرويج في كتاب الاستراتيجية البحرية للحرب العالمية الأولى للألماني الأدميرال فيجنر عام 1929. في عام 1939 قد صرح هتلر للأدميرال إريك ريدر قائد كريغسمرين أن الحرب لن تبدأ قبل عام 1944 وقد تم وضع برنامج بناء البحرية الألمانية وفقًا لذلك. وكانت السفن من فئة بسمارك يست لا تزال في الخدمة وكان الأسطول الألماني لم يكن قادرا على التعامل مع البريطانيين في الخارج. ومع ذلك كانت ستكون القواعد النرويجية أكثر فائدة لقوارب (BOOT-U) من قوارب هتلر الألماني وطلب ريدر من هتلر التخطيط لاحتلال النرويج لهذا الغرض في أكتوبر وديسمبر 1939 وتصادمها مع الرفض الأولي. عرض واضع النظريات النازي ألفريد روزنبرغ حامية النرويجي فيدكون كويزلينج على القائد ريدر حجج جديدة لصالح غزو هتلر. ولكن على الرغم من القيادة العليا للقوات المسلحة الالمانيه النازية قد انتهت بالفعل من إعداد الخطط اللازمة إلا أنها كانت مجرد حادثة ألتمارك التي أدت إلى اتخاذ قرار إجراء العملية ويزيربونج.
حتى توقع الحلفاء في شخص تشرشل هجوما ألمانيا على جهه الشمال حتى أن في مذكرة مؤرخة في 16 ديسمبر 1939 ذكرت "حرب هجوميه كبيره" والتي في جميع الاحتمالات قد دفعت الألمان لغزو الدول الإسكندنافية وذكر أيضا "لدينا أكثر من شئ لكسبه ولانقاص الهجوم الألماني على النرويج والسويد". وأضاف الفرنسي إدوار دالادييه انه يتوقع استخدام حادث التمارك كمبرر لاحتلال فورى للموانئ النرويجية مع هجوم مفاجئ فمن الأسهل لتبرير هذه الخطوة في الرأى العام اسرع من تنفيذها وكيف ستؤثر الدعاية لدينا على استغلال ذكرى التواطؤ الحديث للنرويج في الحادث ".
من ناحية أخرى، وكانت بالفعل حرب الشتاء بين فنلندا والاتحاد السوفيات مستمرة واعتبر كل من الأمان والحلفاء الجهات المسببه لها. وارتبط الالمان بميثاق مولوتوف - ريبنتروب مع السوفيات وألزمتهم التقيد الصارم بالحياد والسيطرة على توريد الأسلحة إلى الفنلنديين على الرغم من أنها كانت في الماضي ساعدت على نموالقوات المسلحة. وبدلا من ذلك حاول الحلفاء حمل السلاح والمساعدات إلى الفنلنديين في شكل قوة تدخل سريع التي كانت تتكون من المتطوعين. وضعت الحملة النرويجية لعام 1940 الدنمارك والنرويج في أيدي الألمان وهذه الدول ظلت محتله حتى استسلام ألمانيا في عام 1945.
وكانت القوات المسلحة الدنماركية غير كافيه تماما للدفاع عن البايسدا من الهجوم وايضا لطبيعة مسطحة من المنطقة وعدم وجود الحواجز الطبيعية: كانت الطائرات الجيش والبحريه القليله قديمه الطراز ومناسبه فقط للمهام الاستطلاعيه حيث البحرية العسكرية المزودة ب 4300 جندى في الخدمة مزوده فقط بسفينه للدفاع الساحلى ذات قطع بحجم 150 مل ووستة زوارق طوربيد وسبع غواصات ولم تكن في أقل قدرة على وقف السرب الألماني الذي وصل في كوبنهاغن لغزوها 9 أبريل 1940. أما الطيران البحري الدنماركي كان عباره عن 11 طائره مائية في كوبنهاغن 2 آخرين مع السرب في آرهوس و 2 آخرين في سليبشافن و 9 طائرات أخرى توجد في القاعدة البحرية بأفنو. وكان ينبغي أن يكون هناك اعتراض على مئات الطائرات الوافده من قبل فتوافا. واجتمع فرقتان مشاة ألمانيتان والتي كانت تهدف لتفعيل مقاومة ضعيفة ورمزية لأن الحكومة الدنماركية لم تكن قد أعلنت التعبئة العامة بعد.
وأوكلت إدارة سفن ميرسك لاين، ثم أ.ب ومولر ميرسك إلى إدارة الشركة بمكتب نيويورك وتأجيرها للشركه بالدفع الدائم حيث يمكن قبول أي أمر من الدنمارك ما لم يصدق عليه مقر نيويورك الذي يديره ارنولد ميرسك م. سى ووضعت السفن بعيدا عن المياه الدنماركية تحت سيطرة الحلفاء، بينما غرقت بعض من الغواصات الألمانية خلال استمرار الصراع مثل الغواصة ليز ميرسك التي غرقت في 23 نوفمبر 1940.
تمتعت الدنمارك رسميا بأستقلال سيادتها بما ان لديها برلمان منتخب وانتخب الملك كريستيان العاشر من الدنمارك على العرش، ومع ذلك، احتلت ايسلندا من قبل البريطانيين من خلال عمليه فورك التي وضعت قبل مشروع ألماني مماثل يعرف باسم عملية إيكاروس قريبا. واستبدلت قوات الاحتلال البريطانية من قبل أمريكا في عام 1941  ثم فصلت أيسلندا بعيدا عن الاتحاد الشخصى التي التزمت به الدنمارك من قبل تصويت الثينج بينما وقع السفير الدنماركي هنريك كوفمان في يوم 9 أبريل 1941 دون موافقة الحكومة اتفاق مع الولايات المتحدة والذي سمح بوجود القوات الأمريكية في غرينلاند مما يجعلها جزء من الواقع الأمريكي.
في النرويج، بدأ الألمان بالاتجاه إلى السلطة عن طريق تشكيل حكومة الوفاق برئاسة كويزلينج والتي صممت من قبل ريخوميسكار في شخص جوزيف تيربوفن، في حين أن وضعت قوات الاحتلال في البداية اتساق بضع عشرات الآلاف من الجنود في أعقاب الهجمات والتوغلات البريطانية على سبيل المثال: عمليات كلايمور، خلخال والقفاز وكذلك فريثام والتي ارتفعت إلى 350,000 وحدة من عام 1945 وكان القصد من الخطط الألمانية ان تكون النرويج بمثابة قاعدة للعمليات البحرية الجوية لمنع كريغسمرين] والمعبأة في زجاجات في بحر البلطيق وبحر الشمال{ وتشكل أيضا قاعدة كبيرة طويلة المدى لطائرات الاستطلاع مثل فوك وولف مهاجم200.

## النرويج

### القوات المسلحة النرويجية في المنفى

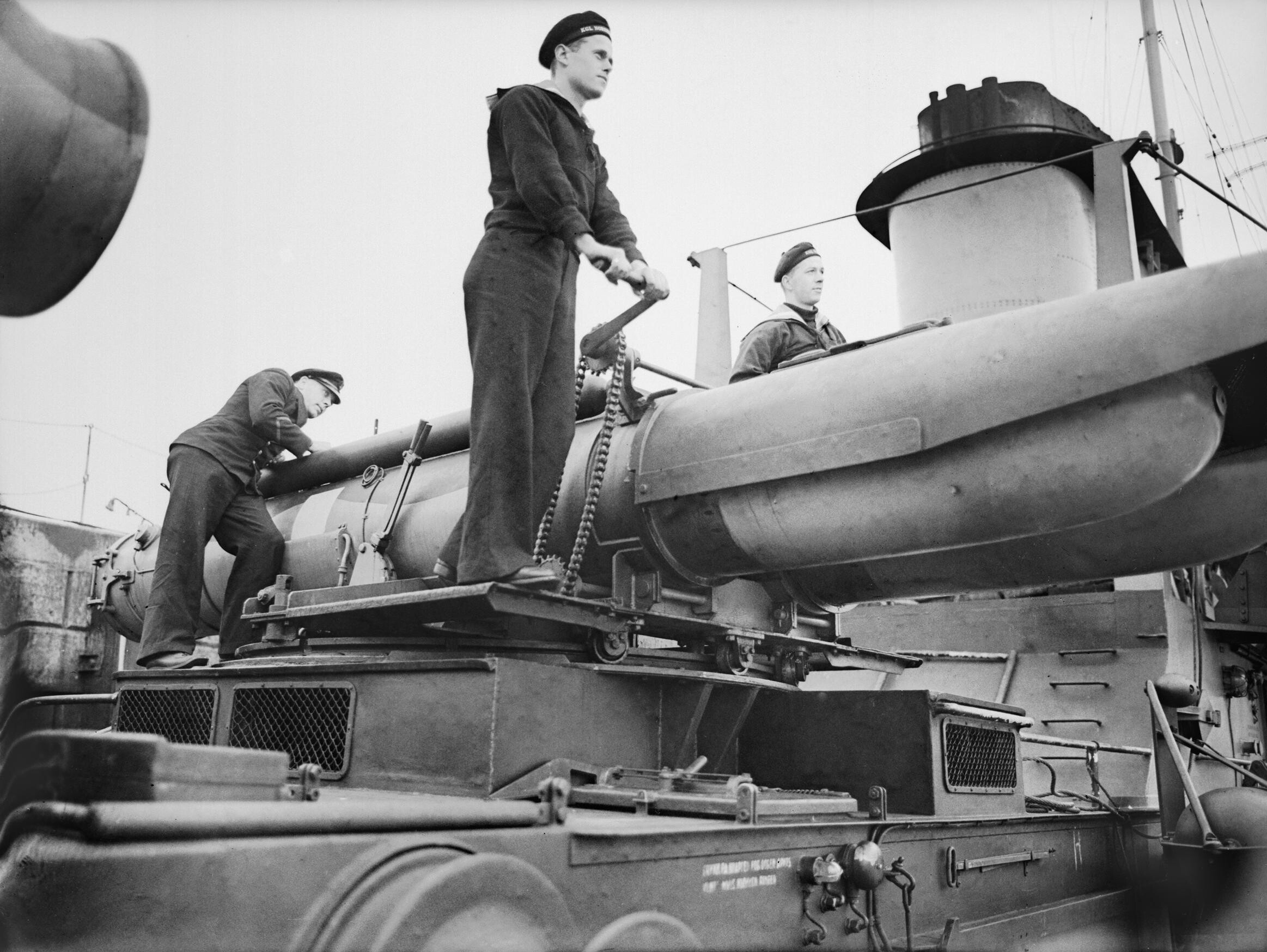
بحارة على أنابيب طوربيد من KNM سليبنر، قارب طوربيد نرويجي يعمل بين صفوف بريطانيا العظمى خلال الصراع

بينما ركز الحلفاء عملياتهم في أقصى الشمال وعزز الألمان مواقعهم في البلدان المحتلة ظهرت درجات متفاوتة من المقاومة للمحتل. تعاون النرويجيون بنشاط مع الشركات المملوكة للدولة (التنفيذية العمليات الخاصة، خدمة العمليات الخاصة البريطانية) توفير الاتصالات المحلية، والمعلومات، واصبح الناس مستعدون للتسلل تحت رعاية الحكومة النرويجية في المنفى. وفي الأراضي البريطانية تشكلت أيضا القوات المسلحة البرية والجوية والبحرية.
أعطت المملكة المتحدة بعض السفن للبحرية النرويجية الجديدة التي عرفت باسم كونجيلتجى نورسك لأنه في وقت الاستسلام تبقت السفن الصغيرة فقط وفي كل ثلاثة عشر سفن قديمة مع 500 رجل وتمكنوا من الهرب من الاعتقال. في نهاية الحرب ستكون 58 سفينة حربية تعمل مع الحلفاء تحت العلم النرويجي وتمول أساسا بأموال من " Nortraship" و 118 في كل من النزاع.هذه السفن تعمل في المقام الأول باعتباره مرافقة القافلة خلال معركة المحيط الأطلسي وخلال مختلف عمليات عسكرية مثل الهبوط في نورماندي. فقدت اثنين فقط من السفن التجارية واستخدامها في المياه النرويجية خلال غارة في سفالبارد (عملية فيرثام).
وانشأت وحدة خاصة تحت رعاية الشركات المملوكة للدولة على حدة) النرويجية المستقلة البحرية) (NNIU). وفي أكتوبر 1943اعيد تسمية الوحدة الخاصة للبحرية الملكية النرويجية (RNNSU) والمعروفه بأسم حافله شتلاند: نظرا للحاجه إلى الحفاظ على الروابط مع النرويج قررت الشركات المملوكة للدولة إنشاء مجموعة التي ساعدت على التنقل بين اسكتلندا والساحل النرويجي وشغلت بنقل الأسلحة والرجال.
لم تقم الشركة النرويجية التي تأسست في اسكتلندا بأي إجراء واقتصرت عمليا على مهام الحامية وكذلك تدريب المزيد من قوات الحلفاء لحرب الشتاء بدلا من الوحدات الخاصة بما في ذلك الشركة المتميزة النرويجية وقواتها رقم (1 و 5) والشركة الخامسة) من رقم 10 أفراد (المشتركة بين الحلفاء والقائده مع مختلطة الأنجلو النرويجية واقاموا الغارات المختلفة على طول الساحل النرويجي، واعادوا لبريطانيا المتطوعين الآخرين الذين جندوا في صفوف الحلفاء. وقد أرسلت وحدة إلى الجزر حيث كان يدير جان ماين محطة الطقس والتي تم اجلاؤها في عام 1940) من مارس 1941 حتى يونيو 1946)
بينما في أيسلندا تشكلت من قبل شخصيات نرويجية المدرسة النرويجية لحرب الشتاء التي تدرب الجنود 1000 جندى بريطانى و 3,000 جندى أمريكي.
بعد التحرير، ارسل الموظف رقم 5 مع القوات إلى السويد في ملابس مدنية وذهب بالقطار في النرويج وكان يستخدم حارسا للقصر الملكي، مع العديد من أعضائها وتدرج لاحقا في الحرس الملكي النرويجي الجديد. وتشكلت أسراب نرويجية ضمن سلاح الجو الملكي وكانت تتمركز 330 سرب نرويجى في أيسلندا واستخدامها في مهام دورية مضادة للغواصات من دون الادلاء بنشاطها في أراضي النرويج وسربين من نافثات اللهب وسربى ورقم 331 والسرب رقم 332 النرويجي الذي شارك في الدفاع الجوي لانجلترا وخدم في السرب 331 أيضا الدنماركي كاج بيركستيد، الطيار الأكثر شهرة في هذا البلد، الذي أنهى الحرب برتبة قائد الجناح وكان شخصية رئيسية في إعادة إعمار فليفابنت (القوات الجوية الدنماركية بعد الحرب). وقد تقلد بيركستيد رتبة أول طيار ملازم في طيران البحرية الدنماركية في قاعدة سليبشيفن حتى 9 أبريل 1940 تاريخ الغزو الألماني: ليلة 16 أبريل، مر في قارب الحزام إلى السويد جنبا إلى جنب مع الطيار الملازم تشارلز سندبى ومن هناك جاء إلى النرويج حيث التحق بالطيران المحلي ثم وصل انكلترا حيث أصبح رائدا لفريق اعصار هوكر الذي يشارك في الدفاع الجوي للبلاد. في يوليو 1942 تمت ترقيته إلى رتبة نقيب في أغسطس وفي 24 أغسطس 1942 أصبح قائد سرب 331 مع رتبة رائد.

### المقاومة النرويجية
بالإضافة إلى تنظيم ميلوراج، ذات الطراز العسكري الذي وصل إلى نزاع مع الشركات المملوكة للدولة البريطانية الذين طالبوا بدور أكثر نشاطا في عمليات التخريب ضد المحتل والقوات الخاصة بالمظلات في المنطقة التي تقوم بمهام محددة، كانت هناك منظامت أخرى نشطه بطرق مختلفه والتي عرفت بشعار للX "المجهول" وU ل "عميل سري" وكانت هناك شبكة لجمع المعلومات تتكون من الطلاب والأكاديميين والمهنيين ورجال الإطفاء والكوادر الفنية الأخرى المنتشرة على الأراضي: في أول الامر كانت مهمه ميلوراج جمع الأخبار والصور على شاغليها، وأنشئت من قبل لوريتز ساند الذي عمل في الهند لجهاز المخابرات البريطانية بمساعدة جون هيجل والكابتن إيفند هيجيل.
أبقي وجودها سرا حتى عام 1980، عندما كانت تقوم بأعداد بعض أعضائها. وبين قادتها كانوا أيضا العديد من النساء بما في ذلك صوفي اوستفدت وهي طالبه كيمياء في جامعة أوسلو ذات 22 عاما. في عام 1942 اكتشف الألمان التنظيم وشرعوا في سلسلة من الاعتقالات ولكن دون أن يتمكنوا من تفكيكه، واستمر العمل بها حتى نهاية النزاع.
وكان هناك منظمة مقاومة أخرى عرفت بأسم مجموعة أوزوالد، من كنية مؤسسها أسبيورن سوند. تأسست من قبل مجموعة تسمى وولبيبر والتي ارتبطت بدورها بمؤسسها ارنست والبيبر والتي كان يسيطر عليها الشرطة السرية السوفياتيه بعد اعتقال، وولبيبر في عام 1941 خسر الفريق الاتصال والتمويل من موسكو، ولكن تمكن سوند من الحفاظ على تشغيل الخلية بعد بدء العملية بدأت المجموعة بربروسا حملة التخريب التي أصابت مختلف القطارات والمنشآت العسكرية، وأيضا تفعيل معسكرها التدريبي الخاص في روكاديلين، وهي منطقة معزولة في الجبال بالقرب نيسبيان.
منذ عام 1942 عرضت المجموعة أيضا الإشراف العسكري على مقر الحزب الشيوعي النرويجي (NKP) وسوند يصبح مديرا له والحصول على تمويل للعمليات ونفذت المجموعة أكثر من 200 عمليه تخريب من 1941- 1944 وهو العام الذي حل فيه بأمر الاتحاد السوفيتي.
كانت سياسة المقاومة النشطة للمجموعة عكس المقاومة السلبية للحركات الأخرى كانت مهمتها زيادة التركيز على جمع المعلومات مع نفس توجيهات نفس الحزب الشيوعى النرويجى على عكس أعضاء زو، فإن مجموعة أوزوالد لم تعدل بعد الحرب بسبب المناخ السياسي المتغير، وحتى لا تنكشف المنظمة لأن سوند استمر بالتجسس لصالح الاتحاد السوفياتي وتنظيم شبكة من نوع سرى التي تعمل خلال الحرب الباردة، حيث تم اكتشاف أهداف المنشآت الولايات المتحدة في النرويج في عام 1954 وحكم عليه بالسجن لثماني سنوات في بسبب نشاطاته.. وأقيم نصب تذكارى لمن سقطوا من المجموعة في 30 مايو 1995 في أوسلو.
وكان من المجموعة التي كان لها تأثير على المقاومة النرويجية موت داغ والمستوحيه من النظام الشيوعي الذين تسللوا للحياة السياسية في البلاد من خلال رجاله على الرغم من عدم وجود صفة رسمية لهم بعد عام 1936 كان للتنظيم رد فعل حارة بعد الغزو الألماني للنرويج في عام 1940، ولكن بدأت المقاومة النشطة ضد الغزاة بعد الهجوم الألماني على الاتحاد السوفياتي. في أكتوبر عام 1941حلت محلها أوسكار تورب وهو عضو في الفحص السنوي داغ والتي من اعضائها: فيلهلم هانستين كقائد وبيورن كيريستوفيرن كرئيس للأركان.
شارك أعضاء آخرين من المجموعة في مبادرات فعاله للمقاومه، على سبيل المثال، كانوا فيجو هانستين ورولف ويكستروم أول المواطنين النرويجيين الذين قتلوا على يد الألمان وفي 10 سبتمبر 1941: كان الأول محام من قبل المحكمة العليا وهرب إلى لندن اثناء الاحتلال الألماني ولكنه عاد إلى النرويج وخاض محاولة ناسونال ساميلنج للسيطرة على الكونفدرالية النقابية وقتل لأنه شارك في اضراب الحليب) والمرتبط بندرة الغذاء والتي حشد فيه 25000 عامل في أوسلو وبين الشركات التي اشتركت فيه سبيرفيجكت، نايلاند، سكابو وسكافيام والذي أدى إلى إعلان الأحكام العرفية من قبل ريخكومسيار تيربوفين.
وعلى العكس كان ويكستروم رولف ممثل اتحاد للعمال في سكابو بأسلو وناشط من أجل حقوق العمال.
بين أعضاء موت داغ كان هناك العديد من السياسيين النرويجيين نفوذا ورئيس الوزراء اينار جيرهاردسن الذي استقال من منصبه في عام 1963بسبب حدوث كارثة بيئية في سفالبارد وأوسكار تورب وجون ينج ووالد غرو وهارلم برونتلاند وأمين الدفاع جودموند هارلم ورئيس بلدية أوسلو بال برينجولف وفيلي برانت الألماني وبين عامي 1969 و 1974، تم اعتمادهم كأعضاء في منظمه موت داغ. براندت، الذي كان اسمه الحقيقى هربرت فراهام كان في ذلك الوقت لاجئ في النرويج بسبب أنشطته المناهضة للنازية في ألمانيا وانضم للحركة وحصل على الجنسية النرويجية مع اسم جديد واعتقل في وقت غزو النرويج ولكن أطلق سراحه دون تحديدها ولجأ في السويد.
وهناك تقديرات تشير بأن القوة العددية كانت حوالي 40000 رجل منهم 15000 منهم ينتمون إلى جماعه ميلوراج. وتعاونت مجموعات مختلفة بدرجات متفاوتة بينهما على سبيل المثال مجموعه كومبانى ينج ومجموعة أوزوالد والتي كانت نقطة اتصال غونار كجاكان كما دعا تصنيفه برقم24 وعدلت للغاية بعد الحرب. كان سونستيباى أيضا عضو في ما يسمى "مجموعة أوسلو ب " بزعامه ماكس مانوس التي كانت نشطة من مارس 1944 إلى مايو 1945 والتي قامت بسلسلة أفعال شنيعة من التخريب ضد قوات الاحتلال. ووجهت عمليات المجموعة أيضا إلى الهياكل الإدارية التي سيكون لها الإدارة. في مايو 1944وجه نداء إلى الطبقات عام 1921و 1922 و 1923 إلى العمل كواجب وطني وسبق ذلك النداء الذي وجه لحمل السلاح 75000 نرويجى ليتم إرسالها إلى الجبهة الروسية. قررت جماعة المعارضة عن طريق تدمير آلية لتصنيف وفرز بطاقات 18 مايو 1944 و 17 يونيو 1944ودمرت مكتب التسجيل 55 في أوسلو. في عام 2008 صورت الأحداث في فيلم، ماكس مانوس، للشركات الاسلونيه.
وبرزت شخصية رئيسية أخرى لمجموعه ميلوراج وهو ينس كريستيان هوج بجانب العمل السياسي كان مدير العديد من الشركات بما في ذلك " نورتام أ – س " الذين واصلوا العمل من نورسك هيدرو في مجال الطاقة النووية: خلال الحرب كان عضوا في جوهر مراقبة الأسعار في شرطة أوسلو. غرقت الضفادع البشرية بقيادة مانوس إلى أوسلو مع عبوات ناسفة الألماني سفينة دوناو المسؤول عن 450 مركبة والمدفعية والخيول والجنود، والسفينة مونتي روزا، وتستخدم لترحيل اليهود في ألمانيا والنرويج للعودة القوات والامدادات. وقد أجريت عمليه ضرب أخرى في فبراير 1945 عندما اتخذت القاطرات أحد عشر سفينه عمليه انقاذ بعيدة عن المضيق البحري بأوسلو والإصلاح الذي أحرز في السويد، ونتيجة لذلك منعت حركة المرور الألماني على الجانب الشرقي من المضيق البحري لعدة أسابيع.

### العمليات البريطانية
قام البريطانيون بالعديد من عمليات القوات الخاصة والعديد من الغارات الجوية أو البحرية الأساسية في شمال النرويج. وبين عمليات القوات الخاصة وأهم هذه السلسلة التي تهدف إلى تدمير المنشآت لإنتاج الماء الثقيل النرويجي ووقف التداول التي بلغت ذروتها في غارة تيليمارك. وكانت الهجمات الرئيسية الأخرى عمليه كلايمور في 4 مارس 1941 من خلال فريق من المدمرات البريطانية ورافقها اثنين من قوات النقل إلى جزر افوتين، التي احتلت مؤقتا. دمرت جميع النباتات لإنتاج زيت السمك وغرقت 18,000 طن من الشحن الألماني. لم يواجه العمل أي مقاومة تذكر ونقلوا مئات من المتطوعين النرويجيين إلى بريطانيا، حيث جند كثيرون في القوات النرويجية في المنفى.
وأعقب هذه العملية عمليه القفاز التي نفذت ما بين 25 آغسطس و 3 سبتمبر 1941، عندما احتلت مجموعة من القوات الخاصة الكندية جزيرة سبيتسبيرجين بسفالبارد وتدمير الألغام وتم وضع المخزونات الفحم والنفط في حفظ 2000 عامل روسي الذين نقلوا إلى أرخانجيلسك جنبا إلى جنب مع جميع المعدات القابلة للإزالة، بينما تم نقل ثمانية سفن محتجزة لبريطانيا العظمى. خلال رحلة العودة شوهدت السفينة المدفعية للمدرسه الألمانية بيريمس التي غرقت بواسطة الطارد النيجيرى الخفيفوالتي تضررت بدورها اثر انفجار لغم.
قامت اسكتلندا بالعديد من العمليات الجوية التي قامت بأضطراب في حركة المرور الساحلي مع أسراب الطوربيد بريستول بى فايتر ودي هافيلاند دى اتش. 98 والاسراب 144، بى فايتر 404 و 235 و 248 والسرب 303 من القيادة الساحلية الذي يعمل انطلاقا من قواعد في بانف ودالاشى. شكل السرب 333 في 10 مايو 1943 من طيران لوكارس رقم. 1477 التي تتألف من موظفين نرويجيين وبعد انتقاله إلى دهافن قدمت عدة بعثات لاستطلاع وإطلاق المواد للمقاومة النرويجية. الرحلة الثانية التي تشكلت في البداية من قبل الطائرة المجمعه موديل PBY كاتالينا لإجراء دوريات.

## الدنمارك

### الاحتلال
كانوا الدانماركيون في البداية وفي وضع الانتظار أما في الخارج أو فارين خارج الدنمارك أو مجندين في قوات الحلفاء. سبعة فقط، من ناحية أخرى جندوا في البداية في فتوافا في حين خدموا في غيرها الكثير في فرانكفان س –س من الدنمارك والجنود الذين دمجوا في ستاندرتن نوردلاند. أصدر أمر صريح من هتلر نهى عن دخول الدنماركيين المتطوعين في القوات المسلحة الألمانية لصالح فرانكافن افن-SS، ولكن الطيارين المقبولين كخطوة أولى لغورينغ كتبوا خطابات الشكوى وأعيدت لاحقا.
بينما أسس سلاح الجو الدنماركي في حين أنه سيكون من السهل للغاية لطائرة ان تطير عبر أوريسند وانقاذ أنفسهم في السويد وأبقى الجيش والبحرية في حاله التشغيل جزئيا. أوكلت البحرية بمهمة ازالة الالغام في الاتجاه الضيق بين الشرق والغرب للسماح الحركة الداخلية بينما كان الألمان يجتاحون الاتجاه الجنوبي الشمالي، وهذا سمح للدعم الدنماركي للحلفاء أن الأسطول بعدم التعاون مع الألمان.

### المقاومة
كما ظهرت عدة جماعات المقاومة من اهمهم مجموعة اجارد، أمبا، بوبا، نادي تشرشل، هولغر دانسك اسمها مأخوذ من اسم بطل قومي دنمارك ومجموعه هفيدستن. التقت المجموعة الأولى من المقاومة تسمى الرام للمرة الأولى 9 أبريل 1940، ولكن لأنها تفتقر إلى الوسائل اللازمة لإجراء العمليات العسكرية اختيرت للقتال على الأرض من دعاية الحزب الدنماركي النازية، وتكدير اجتماعاتها ونشر أسماء لها للدول.
ذكر للشركات اثنان من رؤساء هولغر الدانمركية في 2008عام من خلال فيلم" Flammen" فلامن خطأ في مرماه الكباد (الشعلة والليمون، وترجمتها باللغة الإيطالية ظل العدو) واسمه بعد معركة الزعيمين، بنت فروسكو هافيد ويورغن هاجن سكيمث، وكلاهما سوف يموت في نهاية الحرب.
تم تشغيل مجموعه فيدسن التي سميت بحانه جونلاند كمركز لفرز الأسلحة المستقبله في سرية لاعطائها لمجموعات أخرى وتأثر بشده بعد الكشف عنه تحت التعذيب من جانب الوكيل البريطانى المقبوض عليه عندما تم القبض على ثمانية أعضاء من هذه المجموعة في 11 مارس عام 1944 و 26 يونيو عام 1944 ثم اعدموا رميا بالرصاص في 29 يونيو من العام نفسه.
شكلت مجموعه اجارد في مارس عام 1945 في موقع متجانس بالقرب من كولدينج بدعم 18 شخص وبقياده جينز كريستيان جينسين.
استلمت المجموعة الأسلحة من البريطانيين (يقدر الرقم الاجمالى بمئات البنادق ومئات القنابل اليدويه ومائه كيلو من المتفجرات (رطل من المتفجرات) وبعض من البازوكا واستطاعوا تخريب الشوارع جونلاند المستخدمة من الالمان لاعاده القوات إلى النرويج وبالاضافه إلى ذلك نشرت المجموعة الصحف السرية وحافظوا على روابط الإذاعة مع الشركات المملوكه للدوله البريطانية التي كانت ناشطه حتى التحرير.
وخلال واحده من اطلاق العرض تم تحديد ثلاث أعضاء واعتقالهم من قبل الجستابو ولكن تم اطلاق سراحهم مع استمرار الأعمال العدائيه.
واصبح البرتغاليون والأنصار والبرجوازيون مجموعه واحده مستوحاه من التشكيل الحالى للمصفوفه الشيوعية كوبا المتشكله من المحاربين القدامى في الحرب الاهلية الاسبانيه ومنظمه في الخلايا التي تم تنشيطها فقط.
بعد غزو الاتحاد السوفيتى بسبب النقص في الأسلحة المتاحه وفي البداية اقتصر اعضائها على الهجمات مع قنابل المولوتوف.
يأتي اسم الفرقة من الحادثة التي شهدت بعض الطلاب سابقا الغير مشمولين في مجموعه المقاومة لانهم كانوا يعتبروا (النخبة) حيث قاموا باطلاق النار في مصنع المعدات الالكترونية بهيليرونى بدانسيك ولذلك فقد اثار نجاح المجموعة بالهجوم قبولهم في المجموعة ومع مرور الوقت أصبح اسم بوبا أكثر شهره للمجموعة التي نفذت أيضا الهجمات الأخرى على الشركات التي زودت الالمان مثل بورما يستر وشركه واين (لبناء السفن والسيارات) وريفيلسينديكاتيت (شركه الهندسة الميكانيكية) المملوكة بشكل مشترك من أ.ب ومتجمعه في ماديسين (الشركات المصنعة للاسلحه الاتوماتيكية) في عام 1943.
ثم في حلول عام 1944 توقف الإنتاج في ريفيلسند حتى نهاية الحرب لاضرار ناتجة عنها على الرغم من تزامن القصف عام 1934 العام السابق لها فقد سافر الرئيس إلى ستوكولما للإعلان لاحد المراسلين الدنماركيين تسمى بوليتكين ان هذه كانت أعمال تخريبية ضد مصالح الدنمارك وكان واحد من هذه الأعمال التخريبية حيث تم الهجوم على الطراز الالمانى نورنبيرغ في نهاية الحرب.
دعم جزء كبير من السكان حركه المقاومة على الرغم من الموقف الرسمى للمقاومة السلبية للحكومة وقدم عدة اطباء الرعاية للانصار على الرغم انهم ليسوا م نالاعضاء النشيطة للمجموعة مثل الدكتور جورجين كيلير في جروب هولجير دانسكى وقدموا هؤلاء الاطباء المساعدة ضد حكومه الدنمارك.
في الوقت الذي بدأ فيه محاوله ترحيلهم من جانب ألمانيا. وازدهرت منشورات غير قانونية مثل دى فرى دانسكى (الكتاب الدنماركى) ولاند اوج فولك (الأرض والشعب) وينتمى هذا الاخير للشيوعية المصفوفة. وفي 22 يوينو عام 1941 مع الغزو الالمانى للاتحاد السوفيتى تم حظر الحزب الشيوعى خارج القوانين واظهر الطلاب على الفور معارتهم مع المشتبكين مع الشرطة.
تم إنشاء الاتصالات مع بريطانيا ومع ذلك تم تشكيل فرع دنماركى للشركات المملوكة لبريطانيا ودرب الدكتور كارل جوهان بعض الدنماركيين على استخدام المظلات وقتل في لفافه في كوبنهاغن وأخذ مكانه النائب موجينس هامير.
الذي انطلق معه مع تغيير الجزء العلوى في الشركات المملوكة للدولة.
في ربيع عام 1942 زودت المقاومة الدنماركية بالاسلحه والمتفجرات للقيام بالعمليات التخريبية.
بينما صدر طاقم الطائرات تعليماته بالذهاب إلى اقرب طبيب دنماركى في حاله الذبح مما يدل على الدعم الواسع واعتماد فئه (الطبقة) على حركه المقاومة.
في 26 سبتمبر قتلت الشرطة رئيس الشركات المملوكة للدنمارك كريستيان روذبول.
وفي نفس اليوم أرسل هتلر برقية طويله بالتهانى لعيد الميلاد إلى الملك المسيحى السابق الذي اجاب ببساطه عليها " شكرا جزيلا " فتسبب ذلك في اغضاب الديكتاتور.
ولكن كان ذلك فقط مع تصعيد الهجمات التي وصل اعدادها إلى 200 هجمه في أغسطس عام 1943 مع تدمير قاعه الاجتماع التي خصصت لاستضافه القوات الالمانيه على يد الرئيس هولغر دانسك وتوم سينديرجارد.
قررت ألمانية وضع الحكومة الدنماركية أمام خيار واحد مع طلب تصريح لاطلاق النار.
أما الانكار والاضراب العام أصبحت الدولة مشغول في جميع الاتجاهات.

### القوات المسلحة
مع تزايد التوتر داخل الدنمارك اتجه الالمان يوم 29 أغسطس 1943 لنزع السلاح من الاسطول والجيش تحسبا لما هو قادم. ونظرا لانه لا يستطيع المعارضة بقوة اعطى المرسى الدنماركى أوامر بمحاولة الوصول إلى السويد وفي وقت الهروب تم اطلاق النار على حظيرة في القاعدة العسكرية في كوبيناغن هولمين التي تم الطائرات الحربية.
لكن في النهاية فقط وصلت بعض الوحدات الصغيرة إلى السويد بينما عانت أكثر وحدة دنماركية من اضرار خطيرة بسبب انفجار قنبله بالقرب من المطار لدرجه انها تسبب في تلف النظام الكهربائى وغيرها من النظم التي لا يمكن اصلاحها نظرا لان السفن كانت معزوله تقريبا عن الغارات الجوية.
قرر القائد ويسبرمان الذي كان عضوا في البرلمان ان يجنح السفينة على الشاطئ ويقوم طاقم السفينة بتخريبكل الانظامه راميا ايا الذخيرة في البحر.
وتبقى الجزء الكبيرة م نالسفينه مثل السفينة الحربية بيدير سكرام التي عفا عنها الزمان ومنذ زمن هبطت إلى المهام التدريبية والاحتياطى ونجح الالمان فقط في الاستيلاء على بع كاسحات الالغام والوحدات الصغيرة التي دمجت فورا في كريجسمارينى.
نتيجه لهذ الوقائع بدأت السويد من اجل النرويج في اعاده النظر في موقعها مما يتيح تشكيل الكتيبة الدنماركية المعروفة بأسم دانفورتشى التي تأسست بشكل رسمى من جانب بوليتينبير وفي الواقع كانت الوحدة عبارة عن قوة عسكرية في كل النواحى مع اربع كتائب من المشاة وقذائف الهاون والهندسة الخدمات مع أحد الاساطيل البحرية التي تتألف من سفن دنماركية التي نجحت في الهروب وتتألف أيضا من وحده صغيرة جوية في سانتيناس وفي المجمل كان لدى هذه الوحدة حوالى 4800 عضو كان من بينهم سيدات الكتيبة الدنماركية للتعاون في عمليات نزع القوات الالمانيه الموجودة في البلاد.
في نهاية الحرب يوجد من حارب من جانب ومن لم يتم استقباله بشكل جيد من جانب اخر وكاى بريكستيد من أوائل من هبطوا في مطار كاستروب بعد استسلام الالمان وكان لا يزال برتبة ملازم وفقط في هذا المكان تعاون في فترة ما بعد الحرب في اعاده بناء قوات دنماركية جويه مستقله جديده.
وتطوع من الضباط سبعه قتل منهم ثلاثه واحدا تلو الآخر.
واصبح تراب لاجئا سياسيا في الولايات المتحدة الإمريكية حيث انم إلى القوات الجوية الأمريكية واثنين اخرين وتم طرد كل من انكير وسومير بشكل مغزى من الخدمة وذلك وفقا لقانون يوليو 1945 مع سومير المحكوم عليه بالسجن لمده 12 عام.
وقد وقع هذا الحادث على الرغم من ان وزاره الدفاع الدنماركية نفسها عبرت عن دعمها للالتحاق بهم.
وفي المركز السابع الملازم بيترهورن الذي حارب بالفعل في المافويمات الفنلندية اثناء حرب الشتاء ونحن نعلم فقط انها أصبحت مغلقه من جانب لوفتواف الذي خدم على الجبهة الشرقية.

### التحرير
مع اقتراب انهيار حكم رابح ثالث أيضا حددت العمليات العسكرية الالمانيه وفي يونيو عام 1945 تم توجيه صاروخ طرواده خفيفه إلى سلسله من البعثات وزرع الالغام في سكاجيراك.
وفقط إحدى هذه المهام تسمى عمليه تيتوس ولم يتم تنفيذها بسبب نقص الوقود وتعرضها للتفجير اثناء إرسال السفن.
صممت هذه العملية أيضا من اجل الغاء تأشيرة المنتج على الرأي العام والدولى من جانب السويد وبالرغم من فوز دعم الرأي العام ذكر خيار التدخل من قبل الادميرال كارل دونيتز من جانب وزارة سويديه في شكل رتيب جدا وناقش ذلك في القمه الألمانية مع الدنمارك وكان من المقرر الهبوط في 18 مايو 1945 ولكن أصبح زائده عن الحاجة بسببب الاستسلام الالمانى.
في نهايه الحرب كان لدى السويد خيار انهاء الحرب من جانب جيش الهلال الأحمر ودرست السويد الخطة التي تضمنت هبوط 60 الف جرل بشكل اساسى على سواحل جزيرة السجلايند ووضعت أيضا اسس عمليه برمائيه على جزيرة بورنهولم.
وفي الشحنة المرسله تم تعيين 6 الاف محرك واسطول لدعم السفن والقوارب الصغيرة وتم نقل الطيرا نالسويدى إلى الجنوب لدعم العملية.
اثناء التخطيط ادركت السويد انها لا تستطيع التدخل في الوقت نفسه في النرويج وان التخطيط سيقتصر على ما يشمى بعمليه " الكسوف " وانطلقت قوات الحلفاء تجاه الدنمارك وألمانيا الشمالية وتم احتلال الدنمارك بدعم الاسطول المتركز على اثنين من الطوربيدات ديبو وبيرمينغام في الرابع من مايو 1945 دخلت في ميناء كوبينغاين مغطاة بعمليات اسطول كاسحات الالغام نظرا لان اوريسوند كانت مزروعه بالالغام بشكل كبير وأضيفت لهم قسم مظلات وسرب قاذفات يسمى وبير تيبهون السلاح الجوى الملكى البريطانى.
وفي 9 مايو هبطت في كوبينغاين الجنرال لاثبورى لتنسيق عمليات استسلام القوات الالمانيه وفي اطار هذه العمليات انطلقت بعض من القوات البريطانية تجاه مرافق البحوث الالمانيه في ألمانيا ونظرا لبعض المصادر السويديه حذرت ان الجيش سيذهب عبر خط الحدود الإقليمية التي تقرها اتفاقيات الجالية الالمانيه وبالتالى تقدمت الكتيبة الثالثة مدعومة من الدبابات الحربية للحرس الاسكتلندى واحتلت مدينة ويسمار في منطقه مخصصة للسوفيت وتعرضت أيضا لهيئه مدرعه لدى الحرس السويدى الذي سيعتزل بعد أيام قليلة خلال الحدود المستقره.
بالرغم من استسلام القوات الألمانية في الدنمارك وقائد جزيرة بوتهولم التي كانت تعد نقطه مهمه لعبور اللاجئين القادمين من ساحل البلطيق هربا من السوفيت وتاخيرا للاستسلام الرسمى محاولا ان يستسلم للبريطانيين بالاحرى إلى هذا الاخير.
وقصفت الطائرة السوفيتيه الجزيرة في يومى 7 و 8 مايو مع اضرار واسعه النطاق في كل من مدينه روانى ونيكو حتى الاستسلام وربما بعد ذلك احتلال السوفيتون الجزيرة لمده 11 شهرا بعد انتهاء الحرب.
وبالقرب من بورتهولم يقع يقع أيضا جزيرة روغين التي استخدمت كمضلع للاختبارات النووية من جانب الألمانيين والتي تم احتلالها من الحلفاء في مطارده هذه النتائج وممارسه متبوعه أيضا من خلال مواقع أخرى للاختبارات.
بعد استسلام إحدى الغواصون الدنماركيون تم ازاله الالغام من اجل تأمين الطراد نوربيرج تحت ما تم تقديمه من جماعات المقاومة الدنماركية.
ووضع شحنه متفجرة ولكن في البداية لم تعمل وفي البداية فكر القائد الالمانى في الهجوم وهدر بقطع خرطوم الهواء لدى الغواص ولكن بمجرد ما علم أحد الغواصون قدوم واحد من افراد المجموعة من اجل عمل مشترك وتمت ازاله الشحنة بدون مشاكل.
وعلى الرغم من الفشل تسبب الاعتداء في حدوث ضجه كبيرة في الدنمارك بسبب المقاومة وعقد بوبا مؤتمر صحفي بعد عشرة أيام بعد الاستسلام في 15 مايو بالقرب من مينى أوتومونستد في كوبينا.
كان هذا الحدث مكان للاغاثه وكان التفجير موضوع مقاله في صحيفه يولاندس بوستن وفي حقيقه الامر تم بذل محاولة سابقة مقوضا نفق تحت النقطة سابقا لرباط الطراد وتفجرت القنبلة وتسبب بأضرار ليست جسيمه على السفينة.
ولكن تضررت بشده من انهيار بعض السيارات بالقرب من نقطة الانفجار ولكن لم تسقط هذه السيارات.
اتخذ نورنبيرغ في 22 مايو من جانب الطرادات البريطانية اتش ام سى ميدو وديفو نشيرى وبالتالى تصبح تحت الحراسة ونهيلمشافين جنيا إلى جنب برينز اوجين ووحدات أخرى موجوده.

### جورينلانديا وجزر فارو
في البداية تم اعلان استقلالهم من الدنمارك عام 1940 من حاكمها ريسكى ووقعت اتفاقيه مع الولايات المتحدة التي جعلتها تحت الوصاية.
وكان يوجد أيضا بعض المحاولات الالمانيه لتركيب محطات الارصاد الجوية في الجزيرة ولكن الموظفين من جانب الدوريات ولكن تم القبض على المجموعة المحلية التي تسمى سليدجى باترول علم 1943.
ظلت الجزيرة تحت سيطرة الولايات المتحدة الأمريكية طوال فترة الصراع.
كانت جزر الفارو أيضا مقاطعه دنماركية في 12 أبريل 1940 بعد الاحتلال الالمانى ببلادهم كان بدوره احتلال القوات البريطانية وغادر البريطانيون في مسئولية البرلمان المحلي التي كانت على العكس في وقت سابق تمارس بشكل مباشر من البرلمان الدنماركى وايضا تكون مسئوليه المحافظ الدنماركى كارل ايجى هيلبرت.
والهدف في ذلك هو حرمان الالمان من فرصه اقامة قاعده للغواصين العاملين في معركة الاطلسى وبين عام 1942 و 1943 بنى المهندسون الملكيون للجيش البريطانى المطار الوحيد لارخبيل على جزيرة فاجار وتلك القاعدة مضاده للغواصات وتم بناء أيضا بعض الأعمال الدفاعيه والبطاريات الساحليه.
واكد اسطول الصيد ان الجزيرة أيضا طوال فترة النزاع قام بترشيد الغذاء في بريطانيا العظمى.
واستبدلت الحامية العسكرية الأولية لدى 250 من مشاه البحرية الملكية بكشافات وقسم استكشاف اسكتلندى ومن الكامينرويبين.
خفضت الحامية العسكرية بشكل كبير وعانت الجزر من هجمات مختلفه من جانب لافتوافى وبكن طول هذه المدة لم يتوقف محاولات القتال والغزو.

## فنلندا
على نطاق واسع عملت فنلندا في السيناريوهات نفسها التي تضررت من جانب الحرب ولكن هذه المرة مع دعم هائل ومساهمة إيطالية صغيره والتي أتت ثمارها عند ارسالها على بحيرة لادوا للمشاركه في حصار الامدادات السويدية المباشرة في لينجرادو.
كانت الاسهامات الألمانية هي الأكثر اهمية في التسليح وعملت مباشره في أقصى الشمال سلاحين حربيين ألمانيين.
كانت هناك مجموعه من جيش جبال الالب القائمة على فرقتين نمساوتين وبقياده الجنرال ادوارد ديتل الذي توفي في حادث تحطم طائرة في 23 يونيو 1944 وكان هدفه الاستيلاء على مورمانسيكولكن على الرغم من التطورات الأوليه ثم توقف الالمان على بعد 50 كم من المدينة.
يلعب ميناء مورمانسيك دور مركزى في الصراع في توزيع القوافل وتوفير الامدادات (قوافل القطب الشمالي).
نجح الفنلنديون في عقد معركه ضد السوفيت حتى شهر يونيو عام 1944 وعندما اخترق الهجوم من الجيش الأحمر الجبهة الفنلنديه مما أدى إلى التراجع العام للسوفيتين وطلب هدنه مقترحه من المشير.
وكان هناك اشتباكات بعد قبوله المنصب بين القوات الفنلندية وانسحب الألمانيون اتجاه النرويج لاستكمال الإخلاء.
أثناء الحرب تجنب الفنلنديون اضطهاد اليهود إلا في بعض الحالات المحدده وأعطوه حق اللجوء لحوالى 500 اجنبى يهودى معارضين للمزاعم الألمانية.
حارب اليهود الفنلنديين سواء اثناء حرب الشتاء أو اثناء حرب الاستمرار مع ذلك تم اعتبارها ضمن المجتمع اليهودى مثل صراع الاستقلال الوطني.
وكان يوجد أيضا حالة لامبالاة من الألمان ولكن تم حماية الجنود الفنلنديين من أصل يهودي من قبل رؤسائهم من كل تدخل أو مطالبة ألمانية " ليسوا مختلفين عن الفنلنديين الآخرين ".
حصل اليهود على مرتبة الشرف الألمانية لبسالتهم في القتال ولكنهم رفضوا ذلك. مع تدهور الوضع العسكري واقتراب تغير الجبهة عام 1944 تم نقل اللاجئين إلى السويد.

## بحر البلطيق
لمعرفه المزيد شاهد مسرح بحر ابللطيق في الحرب العالمية الثانية.
كان خليج بوثينا تحت اشراف القوات البحرية السويدية والفنلندية. ونظمت هذه الاخيرة حقل كبير للالغام في مراسلات جزيرة الاند والتي اغلقت بشكل جزئي على طريق الخليج البحرى التي كانت تنقل الحديد في ألمانيا من ميناء بوليا والتي تقع عند خط عرض 39 ن 65 وغالبا ما كانت المدمرات السويديون ترافق البضائع للدفاع عنها أيضا من الهجمات التي كانت تحدث على الرغم من هذه السفن التي ترفرف بالعلم السويدى على سبيل المثال وقع حدث مشابه في اداجورتون في عام 1942.
قامت قوات النقل الألمانية بتحويل هذا الخليج وبما في ذلك إسرائيل ونقلت القوات الالمانيه منه وقوات الجيش تجاه الجبهة الشمالية وشبه جزيرة كولا من خلال جيبرفستاتجير ريجيمنت -137 من نهاية أغسطس إلى بداية سبتمبر لعام 1941 في بعثات لم تقبل ابدا رسميا مع أوامر معطاه دائما فقط على الهاتف وتتعلق بعثات أخرى للبحث عن الغواصات السوفيتيه التي كانت تحاول التسلل إلى الخليج على الرغم من ان العديد من المدمرات السويدية خالية من انظمة السونار.
اثناء الشهور الشتوية كان يمكن لبحر البلطيق ان يصبح وسيله للنقل عن طريق مساعده السفن كاسحات الثلوج على سبيل المثال في مارس 1942 عملت الكاسحات على ازاله الجليد على فتح طريق عملى بين ساسنسيتز (ألمانيا) وتريلابورج (السويد) ونسفت سفن مختلفة مثل الارجو الفنلندية ولورين الدنماركية على جنوب الاند وحول السفن تم العثور على اثار الطوربيدات السويدية مع مسئولية تول عمل في الغواصة sc 317 ولغم الخليج الفنلندى بكثافه خلال العلميات لدرجه انه تطلب معالجة واسعه النطاق بعد الحرب.
اهتمت المواجهات في البحر في البداية على الوحدات الكبيرة وفي فترة أخرى اقتصرت على الصراعات التي اشتملت على وحدات خفيفة وغواصات.
وفي نهايه الأعمال العدائيه تم استصلاح 60000 لغم مزروع (ثلثين منهم ألمانيين والباقى سوفيتى وفنلندى) وتم تعبئتها من الخلفاء في فنلندا.
الذي جعل الامور سيئه هو محاوله السويديون للسيطرة على الجزء الأكبر ولكى تعوض الجزء الاقل تم تنظيم 12 قارب اخر كاسحين للالغام من طبقه كوها بي العامين 1945 و 1946.
وبالفعل في عام 1944 فشلت القوات البحرية في نزع الطرق اللازمة على السواحل البحرية السوفيتيه لمهاجمه ألمانيا عن طريق البحر متخلصا من 700 لغم في 40 يوم.
واثناء الاعوام التالية حتى عام 1948 تم اعاده مسح 35 الف كيلو متر من البحر للكشف عن الالغام المزروعة كاشفه 9000 لغم اخر ومدمرا لهم مما ادى إلى موت 28 شخص واصابه 37 اخرين بالاضافه إلى غرق عشر سفن وتضرر سفن أخرى.
كان يجب على فنلندا تسريح الجيش بعد الانتهاء من طرد القوات الالمانيه من أراضيها وبعد الحرب بالاضافه إلى التنازلات الإقليمية كان يجب عليهم استئجار جزيرة بوركالا لمده 50 عام: بالاضافه إلى التحكم في الوصول إلى ميناء لينيجرادو حيث كانت هذه الجزيرة عاصمه هيليسنكى ضمن مجموعه البنادق السوفيتيه بعد خساره قدرة المدافع لصالح الصواريخ.
قللت الحكومة السوفيتيه بشكل كبير مده العمل وفي النهاية تم ارجاع شبه الجزيرة في 26 يونيو 1956.
وخلال فترة النقل استطاعت القطارات الفنلندية العبور فقط تحت السيطرة السوفيتيه وفرض حظر مستوطنه بوركالا التي أصبحت جزء من القواعد التابعة للقوات البحرية.

## الأثر الاقتصادي
مثلت الدنمارك طول فترة الصراع مصدر الإمدادات الغذائية لألمانيا التي خصصت هناك قوات احتلال صغيرة جدا، والتي كانت تتدخل بشكل بسيط مع روتين الحياة اليومية هناك مما يوحي بالوجود العسكري الضعيف. وحقيقة أن اللوحة الأرضية لا تصلح لنشاط المقاومة المسلحة. ومع ذلك كان يوجد توترات اجتماعية بسبب تشكيل حزب نازي محلي الذي لم يكن له أعضاء أكثر من 3 ممثلين في البرلمان المحلي في الفولكيتينج. كان النجاح الانتخابي بنسبة 1.8% في عام 1939 (31000 مشارك في التصويت) وبنسبة 2.1% في عام 1943 بمقدار (21000مشارك) في التصويت. اصطف الحزب مع ألمانيا ولكن لم توضع في السلطة للتعاون المعتمد من الدنماركيين. في النرويج تم تشكيل الحزب النازي برئاسة فيدكون كويسلنج التي تم وضعها على العكس في السلطة. كانت النرويج مصدر الإمدادات المعدنية ولكن ظل الاسطول التجاري الكبير للبلاد الخارج بشكل كبير وقدمت مساهمه هامه لقضية الحلفاء وللتعامل مع مثل هذا القدر من السفن في أبريل عام 1940 تم إنشاء في لوندرا سفن شحن نرويجية وسفن مهمات تجارية نورتراشيب الذي كان يدير حوالي 1000 سفينة وأصبحت الشركة الأكثر حجما هي شركة الحملات البحرية في العالم. كانت السويد موالية للحليف بشكل عام وتم تطوير الحزب النازي أيضا هناك. كانت هناك بالقرب من الطبقات العليا طبقات محاطة من إثنين آخرين أكبر حجما مثل (nsap - snsp) الذي عرف انتشار معين.
كان يجب على الدولة أن تواجه التهديد الألمانى ولكن لم يكن لديها سبيل للخروج نظرا لأنها كانت محاصرة من الدول الأعضاء في المحور أو الدول المحتلة.
ومع ذلك حافظ السويديون لفترة طويله على الحيادية الشاقة متاجرون في الحديد والسلع مع ألمانيا. ومد الحديد السويدي على الموانئ السويدية والنرويجية وكان يتم نقلها أيضا على متن السفن السويدية بمرافقة سفينسكا مارينين عبر بحر البلطيق. وهاجم الأسطول الملكي على نطاق واسع حركه الملاحة البحرية من النرويج إلى ألمانيا وفي مختلف الظروف وقعت أحداث مأساوية مثل تعرض ركاب السفينة السويدية "هانيسا " للغرق في 23 نوفمبر 1944 مع 84 قتيل و 2 فقط من الناجيين.

## مرجع
1. ↑  EN) Operation Catherine and Churchill's Phantom Fleet, webatomics.com, 16 luglio 2013. URL consultato il 22 novembre 2013.
2. ↑  Lunde, op. cit., p. 16.
3. ↑  Ržeševskij, op. cit., introduzione di H. Shukman, pp. xx-xxii.
4. ↑  a b Mann, 2012, op. cit., p. 2.
5. ↑  a b Mann, 2012, op. cit., p. 2
6. ↑  Liddell-Hart, 2009, op. cit., pp. 74-75
7. ↑  Liddell-Hart, 2009, op. cit., p. 79.
8. ↑  Liddell-Hart, 2009, op. cit., p. 59.
9. 1 2  a b (EN) The 2nd World War 1939-1945: The protection force, formed on September 1st, 1939, navalhistory.dk. URL consultato il 22 novembre 2013. (Estratti dagli atti della Parlamentarisk Kommission, Vol. 1, p. 177.)
10. ↑  (EN) Leise Mærsk - British Motor merchant, uboat.net. URL consultato il 22 novembre 2013.
11. ↑  (EN) Byron Fairchild, Chapter 3: Decision To Land United States Forces in Iceland, 1941, history.army.mil. URL consultato il 22 novembre 2013
12. ↑  (EN) Chapter XVII - Greenland: Arctic Outpost, history.army.mil, 30 maggio 2002. URL consultato il 22 novembre 2013